# Komitat Fejér
Das Komitat Fejér [ˈfɛjeːr] (ungarisch Fejér vármegye) ist ein Verwaltungsbezirk im westlichen Zentrum Ungarns, westlich der Donau. Die Fläche beträgt 4.358,48 km², und die Einwohnerzahl beträgt 419.490 (Stand 2024). Der Komitatssitz ist die alte Krönungsstadt Székesfehérvár des Königreichs Ungarn, weitere wichtige Städte sind Dunaújváros und Mór.
Das Komitat grenzt an die Komitate Pest, Bács-Kiskun, Tolna, Somogy, Veszprém und Komárom-Esztergom. Das Gebiet ist flach und hat Anteil an der Großen Ungarischen Tiefebene.

## Gliederung
Durch die Regierungsverordnung Nr. 218/2012 vom 13. August 2012 wurden zum 1. Januar 2013 die statistischen Kleinregionen (ungarisch kistérség) abgeschafft und durch eine annähernd gleiche Anzahl von Kreisen (ungarisch járás) ersetzt. Die Kleingebiete blieben für Planung und Statistikzwecke noch eine kurze Zeit erhalten, wurden dann aber am 25. Februar 2014 endgültig abgeschafft. Bis zur Auflösung gab es zehn Kleingebiete im Komitat. Sämtliche Verwaltungseinheiten wurden durch die Reform in ihren Grenzen verändert.

### Ehemalige Einteilung
Bis Ende 2012 existierten folgende Kleingebiete (kistérség) im Komitat Fejér:
| Code | Kleingebiet    | Verwaltungssitz | Einwohner (31. Dezember 2012) | Fläche in km² | Anzahl der Gemeinden | davon Städte |
| ---- | -------------- | --------------- | ----------------------------- | ------------- | -------------------- | ------------ |
| 3701 | Bicske         | Bicske          | 37.888                        | 618,73        | 16                   | 1            |
| 3702 | Dunaújváros    | Dunaújváros     | 69.853                        | 371,73        | 9                    | 2            |
| 3703 | Enying         | Enying          | 20.844                        | 433,11        | 9                    | 1            |
| 3704 | Gárdony        | Gárdony         | 27.633                        | 265,15        | 9                    | 2            |
| 3705 | Mór            | Mór             | 34.496                        | 417,55        | 13                   | 2            |
| 3706 | Sárbogárd      | Sárbogárd       | 24.626                        | 561,27        | 10                   | 1            |
| 3707 | Székesfehérvár | Székesfehérvár  | 134.517                       | 667,14        | 18                   | 2            |
| 3708 | Aba            | Aba             | 23.011                        | 467,16        | 9                    | -            |
| 3709 | Adony          | Adony           | 24.143                        | 319,96        | 8                    | 2            |
| 3710 | Ercsi          | Ercsi           | 24.075                        | 236,65        | 7                    | 2            |

### Aktuelle Einteilung

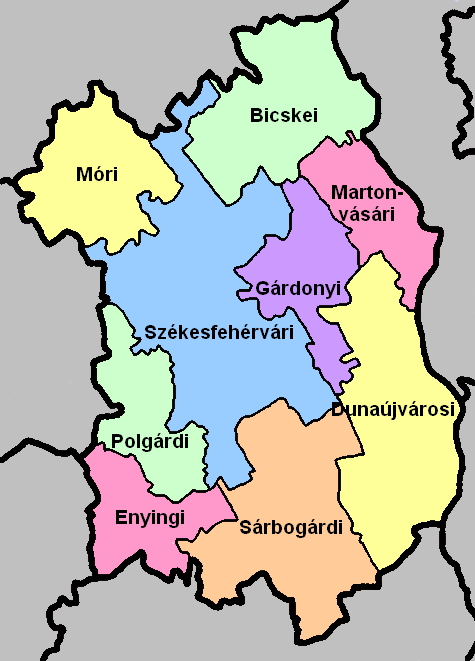
Die Kreise des Komitats Fejér

Das Komitat Fejér gliedert sich in 9 Kreise (ungarisch járás) mit 108 Ortschaften. Davon sind die Städte Dunaújváros und Székesfehérvár mit Komitatsrecht (ungarisch Megyei jogú város), 15 Städte ohne Komitatsrecht (ungarisch város), 12 Großgemeinden (ungarisch nagyközség) und 79 Gemeinden (ungarisch község).
| Ortschaftstyp             | Anzahl | Fläche (in km²) | Fläche (in km²) | Fläche (in km²) | Bevölkerung am 1. Januar 2016 | Bevölkerung am 1. Januar 2016 | Bevölkerung am 1. Januar 2016 | Bevölkerungs- dichte (Ew/km²) |
| Ortschaftstyp             | Anzahl | absolut         | anteilig        | im Durchschnitt | absolut                       | anteilig                      | im Durchschnitt               | Bevölkerungs- dichte (Ew/km²) |
| ------------------------- | ------ | --------------- | --------------- | --------------- | ----------------------------- | ----------------------------- | ----------------------------- | ----------------------------- |
| Stadt mit Komitatsrecht   | 2      | 223,56          | 5,13 %          | 111,78          | 143.561                       | 34,30 %                       | 71.781                        | 642,2                         |
| Städte ohne Komitatsrecht | 15     | 1.112,54        | 25,53 %         | 74,17           | 111.117                       | 26,55 %                       | 7.408                         | 99,9                          |
| Großgemeinden             | 12     | 675,02          | 15,49 %         | 56,25           | 39.609                        | 9,46 %                        | 3.301                         | 58,7                          |
| Gemeinden                 | 79     | 2.347,33        | 53,86 %         | 29,71           | 124.200                       | 29,68 %                       | 1.572                         | 52,9                          |
| Komitat Fejér gesamt      | 108    | 4.358,45        |                 | 40,36           | 418.487                       |                               | 3.875                         | 96,0                          |

Die derzeitigen Kreise sind:
| Code | Kreis          | Kreissitz      | Einwohner (1. Januar 2013) | Fläche in km² | Anzahl der Gemeinden | davon Städte |
| ---- | -------------- | -------------- | -------------------------- | ------------- | -------------------- | ------------ |
| 077  | Bicske         | Bicske         | 34.597                     | 520,10        | 14                   | 1            |
| 078  | Dunaújváros    | Dunaújváros    | 91.854                     | 650,05        | 16                   | 4            |
| 079  | Enying         | Enying         | 13.187                     | 278,46        | 5                    | 1            |
| 080  | Gárdony        | Gárdony        | 29.775                     | 306,79        | 10                   | 2            |
| 081  | Martonvásár    | Martonvásár    | 26.531                     | 277,13        | 8                    | 2            |
| 082  | Mór            | Mór            | 32.957                     | 395,13        | 12                   | 2            |
| 083  | Polgárdi       | Polgárdi       | 19.938                     | 294,94        | 9                    | 1            |
| 084  | Sárbogárd      | Sárbogárd      | 28.509                     | 653,52        | 12                   | 1            |
| 085  | Székesfehérvár | Székesfehérvár | 143.738                    | 982,33        | 22                   | 1            |

### Größte Städte
| Stadt          | Deutscher Name        | Einwohner (1. Januar 2016) |
| -------------- | --------------------- | -------------------------- |
| Székesfehérvár | Stuhlweißenburg       | 98.207                     |
| Dunaújváros    | Neustadt an der Donau | 45.354                     |
| Mór            | Moor                  | 14.010                     |
| Gárdony        | Gardon                | 12.600                     |
| Sárbogárd      | Bochart               | 12.038                     |
| Bicske         | Witschke              | 11.984                     |
| Ercsi          | Ertsching             | 7.981                      |
| Polgárdi       |                       | 6.856                      |
| Enying         |                       | 6.651                      |
| Pusztaszabolcs |                       | 5.847                      |
| Velence        |                       | 5.619                      |
| Martonvásár    | Martinsmarkt          | 5.592                      |
| Csákvár        | Tschakwar             | 5.253                      |
| Rácalmás       |                       | 4.561                      |
| Aba            |                       | 4.424                      |

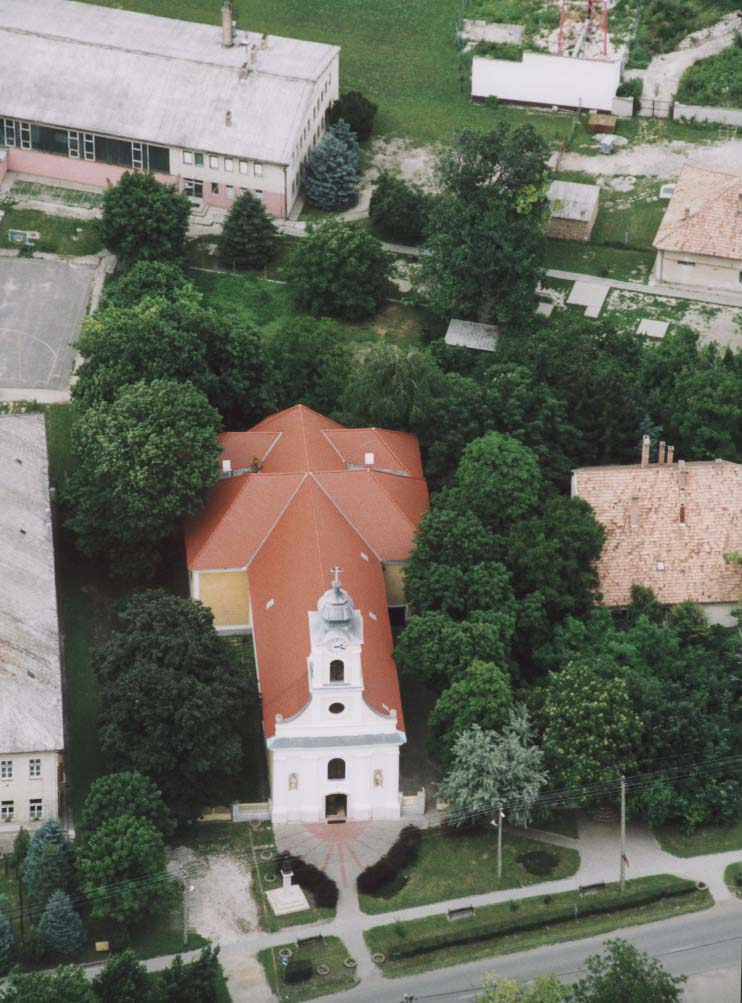
Luftaufnahme: Adony

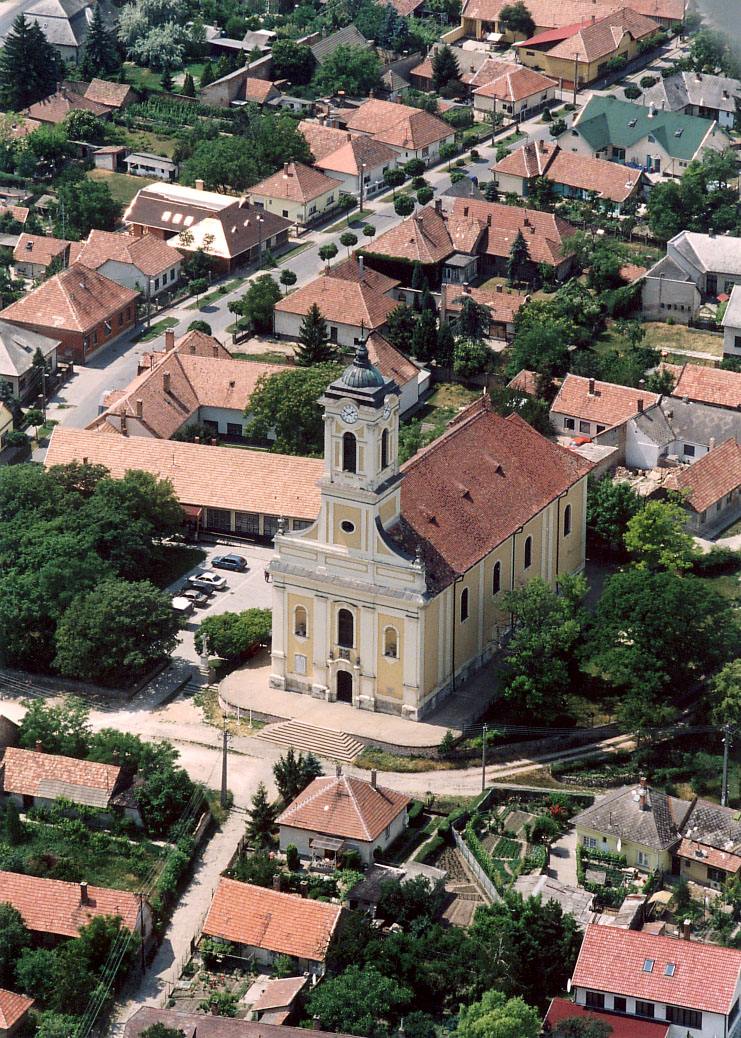
Kirche in Ercsi

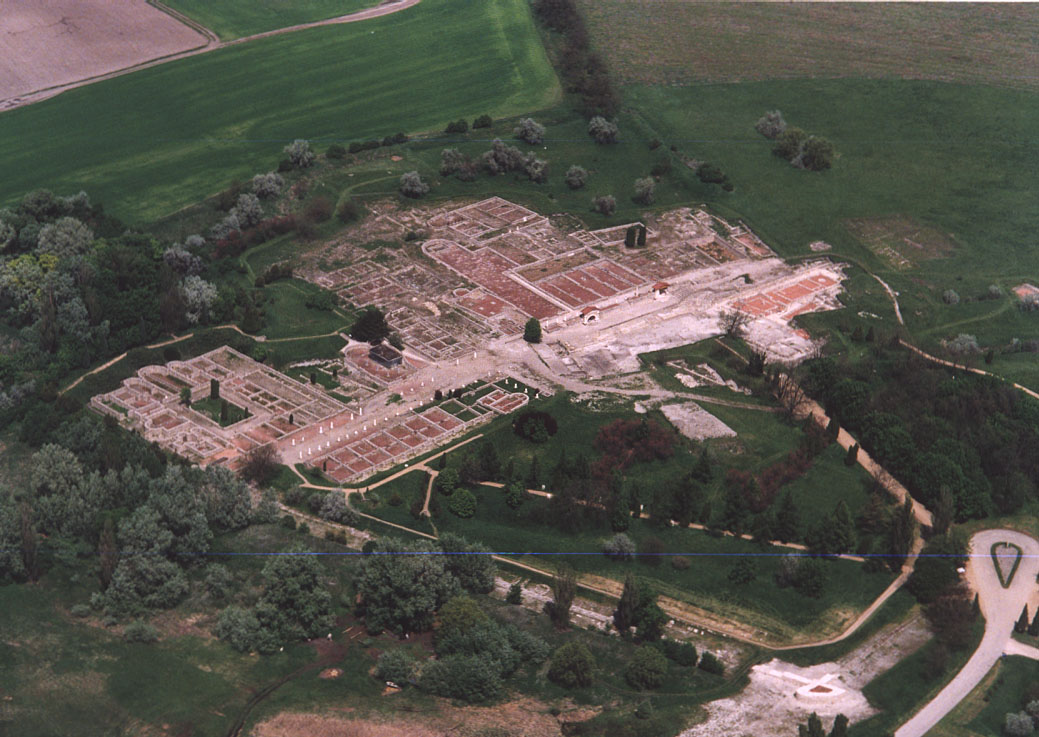
Gorsium-Tác, Luftaufnahme
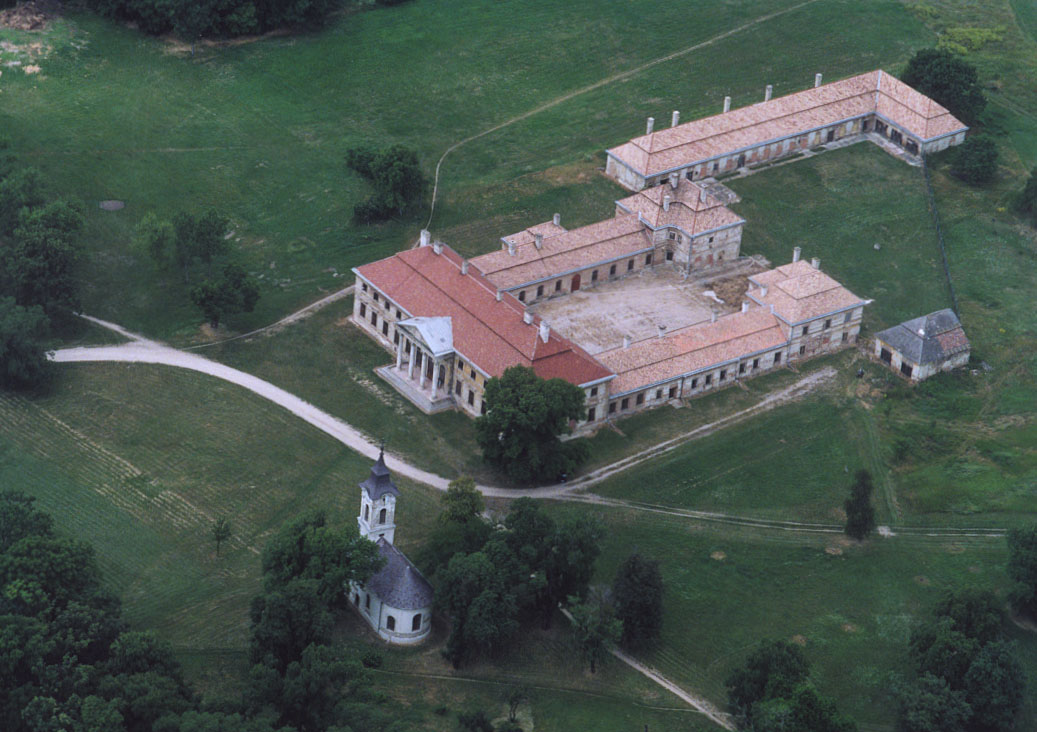
Lovasberény-Palast
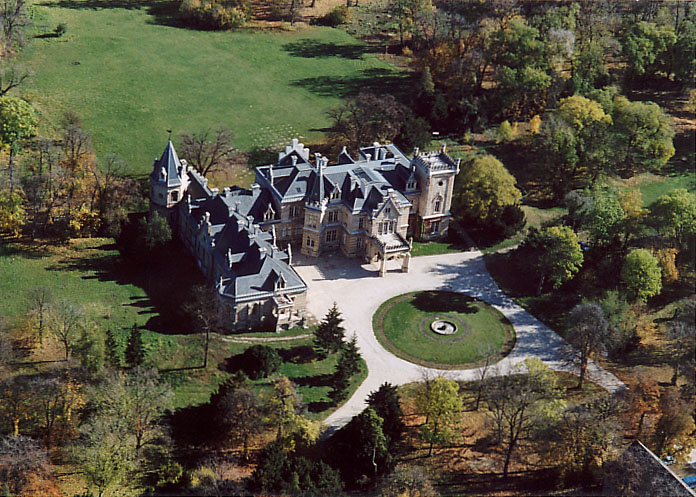
Nádasdladány-Palast
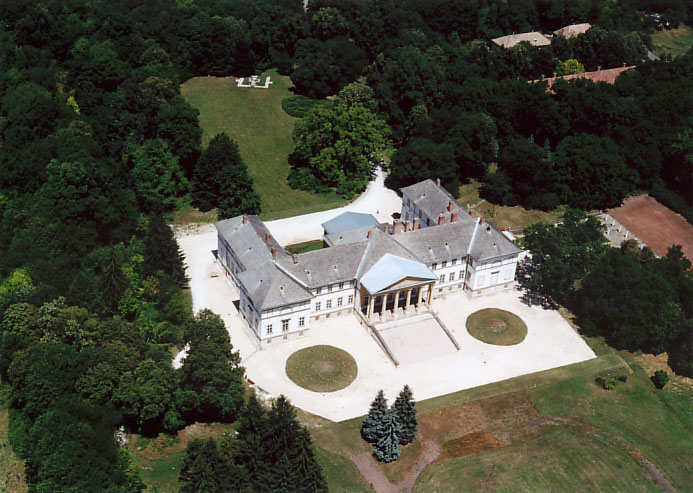
Luftaufnahme: Dég-Palast

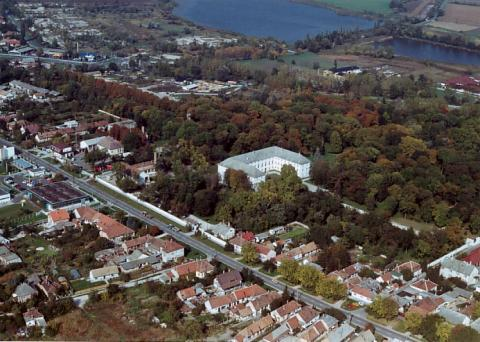
Luftaufnahme: Bicske
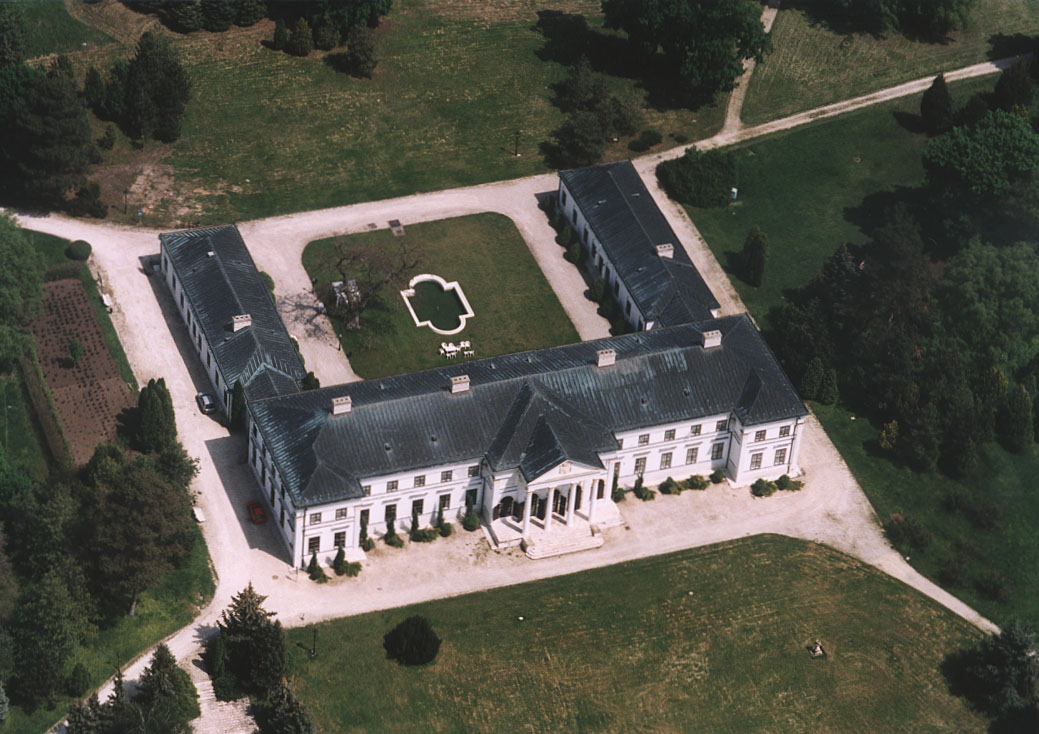
Luftaufnahme: Seregélyes-Palast
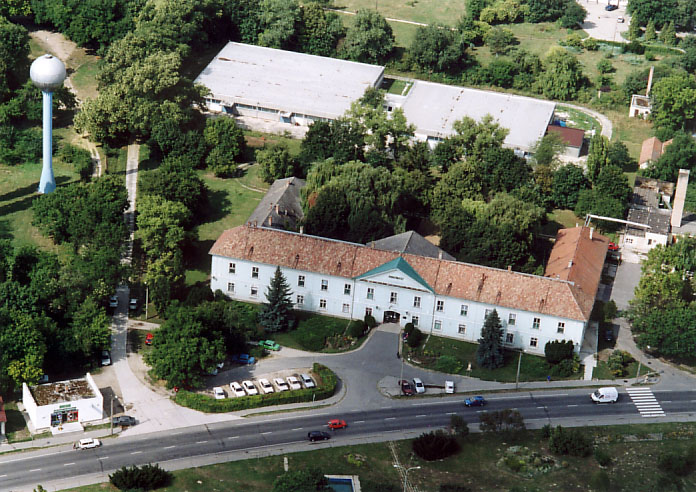
Schloss Enying
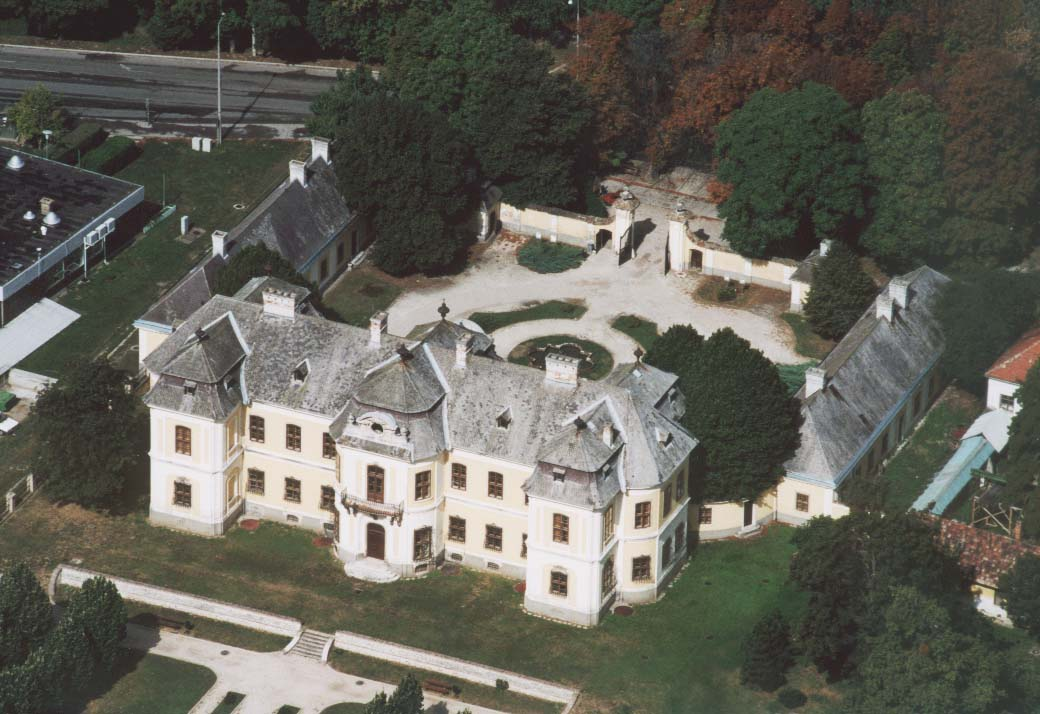
Schloss Mór

## Bevölkerungsentwicklung

### Bevölkerungsentwicklung des Komitats
Bemerkenswert ist eine stetige Abnahme der Bevölkerung zwischen 2006 und 2014.
Fettgesetzte Datumsangaben sind Volkszählungsergebnisse.
| Datum       | Einwohnerzahl |            | Datum   | Einwohnerzahl |
| ----------- | ------------- | ---------- | ------- | ------------- |
| 01.01.19601 | 357.897       | 01.01.2007 | 428.711 |               |
| 01.01.1970  | 391.272       | 01.01.2008 | 428.572 |               |
| 01.01.1980  | 420.317       | 01.01.2009 | 428.295 |               |
| 01.01.1990  | 418.852       | 01.01.2010 | 427.416 |               |
| 01.01.2001  | 428.115       | 01.01.2011 | 426.120 |               |
| 01.02.2001  | 434.317       | 01.10.2011 | 425.847 |               |
| 01.01.2002  | 428.922       | 01.01.2012 | 421.927 |               |
| 01.01.2003  | 428.409       | 01.01.2013 | 421.086 |               |
| 01.01.2004  | 428.579       | 01.01.2014 | 419.506 |               |
| 01.01.2005  | 428.798       | 01.01.2015 | 417.651 |               |
| 01.01.2006  | 428.332       | 01.01.2016 | 418.487 |               |

11960: Anwesende Bevölkerung; sonst Wohnbevölkerung

### Bevölkerungsentwicklung der Kreise
Lediglich die Kreise Bickse und Gardony können eine positive Bevölkerungsbilanz aufweisen.

Der Kreis Polgárd wurde am 31. Dezember 2014 nach zwei Jahren wieder aufgelöst, die Gemeinden wurden auf die Nachbarkreise Enying und Székesfehérvár verteilt.
| Kreisname      | Bevölkerungsstand am 1. Januar | Bevölkerungsstand am 1. Januar | Bevölkerungsstand am 1. Januar | Bevölkerungsstand am 1. Januar |
| Kreisname      | 2013                           | 2014                           | 2015                           | 2016                           |
| -------------- | ------------------------------ | ------------------------------ | ------------------------------ | ------------------------------ |
| Bicske         | 34.597                         | 34.777                         | 35.555                         | 35.773                         |
| Dunaújváros    | 91.854                         | 91.097                         | 90.583                         | 89.818                         |
| Enying         | 13.187                         | 13.082                         | 20.487                         | 20.253                         |
| Gárdony        | 29.775                         | 29.978                         | 30.273                         | 32.830                         |
| Martonvásár    | 26.531                         | 26.405                         | 26.258                         | 26.311                         |
| Mór            | 32.957                         | 32.776                         | 34.002                         | 33.861                         |
| Polgárd        | 19.938                         | 19.748                         | aufgelöst                      | aufgelöst                      |
| Sárbogárd      | 28.509                         | 28.223                         | 27.943                         | 27.578                         |
| Székesfehérvár | 143.738                        | 143.420                        | 152.550                        | 152.063                        |
| Komitat Fejér  | 421.086                        | 419.506                        | 417.651                        | 418.487                        |

## Politik
Bei den Kommunalwahlen im Jahr 2024 waren die Ergebnisse im Komitat Fejér wie folgt:
| Kommunalwahl | Fidesz-KDNP | MHM     | MKKP    | DK      | MM     | Válasz FCF |
| ------------ | ----------- | ------- | ------- | ------- | ------ | ---------- |
| Stimmen 2024 | 52,27 %     | 13,59 % | 11,60 % | 10,17 % | 6,76 % | 5,61 %     |

Sitzverteilung 2024
- Fidesz-KDNP: 11 Sitze
- MHM: 3 Sitze
- MKKP: 2 Sitze
- DK: 2 Sitze
- MM: 1 Sitz
- Válasz FCF: 1 Sitz

## Geschichte und Kultur

### Museen
Die staatliche Direktion der Museen des Komitats Fejér ist Träger von 10 Komitatsmuseen. Komitatssitz ist die Stadt Székesfehérvár (Stuhlweißenburg).
| - Agárd, Géza-Gárdonyi-Gedenkmuseum (Emlékmúzeum) - Csákvár, Vértes-Museum - Dunaújváros, Institut für Zeitgenössische Kunst - Dunaújváros, Intercisa-Museum* - Ercsi, József-Eötvös-Gedenkmuseum (Emlékmúzeum) - Kápolnásnyék, Mihály-Vörösmarty-Gedenkmuseum* - Martonvásár, Kindergarten-Museum - Mór, Schlossmuseum Lamberg | - Pákozd, Gedenkmuseum* (Emlékmúzeum) - Pázmánd, Heimatmuseum (Helytörténeti Múzeum) - Pusztavám, Deutsche Nationale-Ethnographische Ausstellung - Sáregres, Fischerei-Museum - Székesfehérvár, Szent-István-Király-Museum* - Székesfehérvár, Stadtmuseum (Városi Múzeum) - Székesfehérvár, Freilichtmuseum* - Székesfehérvár, Erzsébet-Schaár-Sammlung* | - Székesfehérvár, István-Csók-Gedenkmuseum* (Emlékmúzeum) - Székesfehérvár, Apothekenmuseum* (Patikamúzeum) - Székesfehérvár, Schlossmuseum Bory - Székesfehérvár, Ungarisches Museum der Aluminiumindustrie - Székesfehérvár, Städtische Galerie - Székesfehérvár, Spielmuseum - Tác, Archäologischer Park* |

* Komitatsmuseum

## Partnerschaften
Seit dem Jahr 2000 besteht eine Partnerschaft mit dem Landkreis Göttingen in Niedersachsen.